# Église de l'Immaculée-Conception de Smolensk
L'église de l'Immaculée-Conception, officiellement de l'Immaculée Conception-de-la-Bienheureuse-Vierge-Marie (en russe : Храм Непорочного Зачатия Пресвятой Девы Марии), est une ancienne église catholique de la ville de Smolensk en Russie. Cet édifice néogothique, qui a été édifié de 1884 à 1896 et abrite actuellement un dépôt d'archives régionales de l'oblast de Smolensk, se trouve dans un état pitoyable.

## Historique
L'histoire des catholiques de Smolensk est ancienne puisque la ville a au cours de siècles été partagée entre la Pologne et la Russie. Il existait une sloboda allemande au XIVe siècle qui avait ses lieux de culte. Ensuite, du temps de la Pologne, la ville qui est un carrefour commercial, se couvre d'églises. La garnison polonaise de Smolensk capitule en 1654 devant les armées d'Alexis Ier de Russie. Les églises et les monastères catholiques sont fermés en 1748, sauf une seule église.
Les franciscains arrivent à Smolensk à la fin du XVIIIe siècle et font bâtir une petite église de bois à l'origine de la paroisse de l'Immaculée-Conception. Elle brûle en 1812 lorsque la ville est occupée par les troupes napoléoniennes. Une nouvelle église de pierre est construite en 1814 qui laisse la place à une troisième église plus grande en 1838, placée sous le vocable de l'Immaculée-Conception et d'architecture néoclassique.
Il est décidé à la fin du XIXe siècle de construire une église néogothique plus spacieuse dont le projet est confié à l'architecte Meissner. Il meurt en 1894 et les travaux sont poursuivis par son fils et l'architecte Leszynski, jusqu'à leur achèvement en 1896. L'église est consacrée le 23 octobre 1896. Elle possède alors de grandes orgues et des vitraux remarquables. Le nombre de paroissiens s'élève à neuf mille fidèles.
Les registres et les archives de la paroisse sont confisqués en 1918. La ville se trouve alors dans la tourmente de la guerre civile qui oppose les bolchéviques biélorusses et les Polonais de la région soupçonnés d'irrédentisme vis-à-vis de la Pologne « bourgeoise » voisine. Après la famine de 1921, l'église est fermée en 1922 et tout son mobilier, sa bibliothèque et ses objets liturgiques vendus. Ensuite l'église est transformée en salle annexe du musée. La paroisse quant à elle, qui se réunit ailleurs, est liquidée pendant la grande terreur de 1937 et son curé fusillé avec un groupe de paroissiens. L'ancienne église devient un dépôt d'archives en 1940, juste avant l'arrivée de la Wehrmacht en 1941. L'orgue est démonté dans les années 1950 et ses tuyaux mis à la ferraille. Les vitraux sont détruits à la même époque.
L'ancienne église abrite toujours actuellement un des dépôts d'archives de l'oblast de Smolensk qui contient 740 000 pièces, c'est-à-dire plus de la moitié des archives de la ville dont certaines datent du XVIIe siècle et ont survécu aux incendies et aux guerres. Mais son accès est interdit au public à cause de l'état de l'édifice menaçant ruine.
La communauté catholique a obtenu la permission dans les années 2000 d'utiliser pour ses cérémonies l'ancien presbytère, comme chapelle, qu'elle a restauré. Le gouverneur Sergueï Antoufiev a déclaré en octobre 2010 qu'un nouveau dépôt d'archives serait construit et que l'église serait restaurée à partir de 2011 grâce à des fonds venus de Pologne.

## Source
- (ru) Cet article est partiellement ou en totalité issu de l’article de Wikipédia en russe intitulé « Храм Непорочного Зачатия Пресвятой Девы Марии (Смоленск) » (voir la liste des auteurs).